# Abrau kilka
Az abrau kilka (Clupeonella abrau) a sugarasúszójú halak (Actinopterygii) osztályának heringalakúak (Clupeiformes) rendjébe, ezen belül a heringfélék (Clupeidae) családjába tartozó faj.

## Előfordulása
Az abrau kilka kis termetű hal, amelyet először 1931-ben Novorosszijszk közeléből, az Abrau-tóból (Nyugat-Transzkaukázus) írtak le. Ebben a 60 méterrel a tengerszint felett fekvő tóban nagy számban él. Egy alfaját, Clupeonella abrau muhlisi, 1943-ban a törökországi Apoliont-tóban, a Márvány-tenger közelében fekvő Bursa város közelében fedezték fel.

## Alfajai
- Clupeonella abrau abrau - 9,5 centiméter
- Clupeonella abrau muhlisi - 8 centiméter

## Megjelenése
Az abrau kilka teste szardíniaszerű, erősen nyújtott, nagy, könnyen leváló kerekded pikkelyekkel. Testmagassága a testhossz nem egészen 20 százaléka. Hátúszója rövid. A farok alatti úszó két utolsó sugara meghosszabbodott. Oldalvonala nincs. Felső állkapcsa bemetszés nélküli, az alsó állkapocs nem éri el a szem hátulsó szélét. Az állkapcsok és az ekecsont fogazat nélküliek. 38-52 kopoltyútüskéje van. A hát és a fejtető a világosszürkétől a zöldesig változik, csillogó. Oldalai és a hasoldal ezüstszínűek. A kopoltyúfedők mögött nincsenek foltok. Testhossza 6-7 centiméter, legfeljebb 9,5 centiméter.

## Életmódja
Az abrau kilka a heringfélék azon kevés képviselőjének egyike, amelyek kizárólag édesvízben élnek. Tápláléka apró gerinctelenek, főleg Mesomysis-fajok, rovarlárvák, vízi rovarok, halikrák és növények.
Legfeljebb 2 évig él.

## Szaporodása
Az abrau kilka június végétől októberig ívik. A vízben szabadon sodródó ikráknak nagy olajcseppjük van. Az ivadék már 12 órával később kikel, a fiatal halak nagyon gyorsan nőnek: egyévesen már 3,5-4,5 centiméter, kétévesen 7-8 centiméter hosszúak és ivarérettek.